# Diostrombus adila
Diostrombus adila är en insektsart som först beskrevs av Dlabola 1979.  Diostrombus adila ingår i släktet Diostrombus och familjen Derbidae. Inga underarter finns listade i Catalogue of Life.